# Campeonato Mundial de Atletismo Sub-20 de 2018 - Heptatlo feminino
A prova do heptatlo feminino do Campeonato Mundial de Atletismo Sub-20 de 2018 ocorreu entre os dias 12 e 13 de julho no Estádio de Tampere em Tampere, na Finlândia. 

## Recordes
Antes desta competição, os recordes mundiais e do campeonato nesta prova eram os seguintes:
|     | Nome           | Nacionalidade | Pontos | Local    | Data                 |
| --- | -------------- | ------------- | ------ | -------- | -------------------- |
| WJR | Carolina Klüft | Suécia        | 6542   | Munique  | 10 de agosto de 2002 |
| CR  | Carolina Klüft | Suécia        | 6470   | Kingston | 20 de julho de 2002  |
| WJL | Alina Shukh    | Ucrânia       | 6177   | Götzis   | 27 de maio de 2018   |

## Medalhistas
| Ouro                | Prata              | Bronze               |
| Niamh Emerson (GBR) | Sarah Lagger (AUT) | Adrianna Sułek (POL) |

## Cronograma
Todos os horários são locais (UTC+2).
| Data        | Hora  | Evento                   |
| ----------- | ----- | ------------------------ |
| 12 de julho | 09:30 | 100 metros com barreiras |
| 12 de julho | 10:30 | Salto em altura          |
| 12 de julho | 17:55 | Arremesso de peso        |
| 12 de julho | 19:15 | 200 metros rasos         |
| 13 de julho | 10:00 | Salto em distância       |
| 13 de julho | 12:10 | Lançamento de dardo      |
| 13 de julho | 19:00 | 800 metros rasos         |

## Resultado final
| Posição           | Atleta              | Nacionalidade  | 100 m | SA   | AP    | 200 m | SD   | LD    | 800 m   | Pontos | Notas           |
| ----------------- | ------------------- | -------------- | ----- | ---- | ----- | ----- | ---- | ----- | ------- | ------ | --------------- |
| Medalha de ouro   | Niamh Emerson       | Grã-Bretanha   | 13.76 | 1.89 | 12.27 | 24.80 | 6.31 | 39.02 | 2:09.74 | 6253   | WJL             |
| Medalha de prata  | Sarah Lagger        | Áustria        | 14.21 | 1.77 | 14.38 | 24.86 | 6.15 | 45.76 | 2:11.53 | 6225   | NJR             |
| Medalha de bronze | Adrianna Sułek      | Polónia        | 13.80 | 1.62 | 13.21 | 24.02 | 6.06 | 39.35 | 2:12.38 | 5939   | NJR             |
| 4                 | Adriana Rodríguez   | Cuba           | 13.55 | 1.74 | 12.56 | 23.90 | 6.31 | 34.74 | 2:24.52 | 5910   |                 |
| 5                 | Celeste Mucci       | Austrália      | 13.29 | 1.77 | 11.12 | 24.88 | 6.13 | 44.28 | 2:29.30 | 5865   |                 |
| 6                 | Annik Kälin         | Suíça          | 13.90 | 1.77 | 11.40 | 25.54 | 6.11 | 37.73 | 2:24.46 | 5664   |                 |
| 7                 | Jade O'Dowda        | Grã-Bretanha   | 14.04 | 1.71 | 12.33 | 25.03 | 6.10 | 35.05 | 2:21.74 | 5660   | Recorde pessoal |
| 8                 | Ida Eikeng          | Noruega        | 13.55 | 1.71 | 11.66 | 24.18 | 5.64 | 45.81 | 2:35.45 | 5658   |                 |
| 9                 | Anna Hall           | Estados Unidos | 14.13 | 1.83 | 10.64 | 24.60 | 5.74 | 32.44 | 2:15.19 | 5655   | Recorde pessoal |
| 10                | Claudia Conte       | Espanha        | 14.47 | 1.77 | 11.55 | 25.68 | 5.81 | 40.12 | 2:20.40 | 5590   | NJR             |
| 11                | Ida Thunberg        | Suécia         | 13.93 | 1.62 | 12.20 | 25.39 | 5.92 | 47.06 | 2:31.77 | 5571   |                 |
| 12                | Andrea Obetzhofer   | Áustria        | 14.28 | 1.68 | 13.54 | 25.04 | 5.49 | 42.41 | 2:29.06 | 5531   |                 |
| 13                | Jana Novotná        | Chéquia        | 14.00 | 1.71 | 10.60 | 25.05 | 5.76 | 38.27 | 2:20.55 | 5523   |                 |
| 14                | Camryn Newton-Smith | Austrália      | 14.21 | 1.65 | 11.34 | 25.59 | 5.66 | 44.97 | 2:23.11 | 5487   | Recorde pessoal |
| 14                | Marijke Esselink    | Países Baixos  | 13.93 | 1.68 | 12.27 | 25.37 | 5.48 | 41.80 | 2:26.21 | 5487   |                 |
| 16                | Sterling Lester     | Estados Unidos | 13.65 | 1.68 | 10.72 | 23.87 | 5.50 | 26.01 | 2:11.08 | 5478   | Recorde pessoal |
| 17                | Darya Dikhanova     | Ucrânia        | 13.92 | 1.74 | 10.25 | 24.87 | 5.37 | 29.53 | 2:15.45 | 5355   |                 |
| 18                | Sanni Pajasmaa      | Finlândia      | 14.49 | 1.65 | 12.67 | 25.34 | 5.64 | 34.50 | 2:24.81 | 5329   | Recorde pessoal |
| 19                | Johanna Siebler     | Alemanha       | 14.29 | 1.53 | 13.34 | 26.26 | 5.61 | 43.19 | 2:28.12 | 5296   | Recorde pessoal |
| 20                | Anna Øbakke Lange   | Dinamarca      | 15.76 | 1.56 | 13.10 | 25.81 | 5.59 | 44.03 | 2:23.12 | 5234   | NJR             |
| 21                | Agathe Guillemot    | França         | 14.62 | 1.65 | 10.84 | 25.27 | 5.41 | 28.56 | 2:09.37 | 5231   |                 |
| 22                | Urtė Bačianskaitė   | Lituânia       | 15.16 | 1.62 | 13.87 | 26.45 | 5.49 | 39.92 | 2:31.79 | 5157   |                 |
| 23                | Margit Kalk         | Estónia        | 14.93 | 1.65 | 11.16 | 25.97 | 5.47 | 40.21 | 2:26.79 | 5148   |                 |
| 24                | Mathilde Rey        | Suíça          | 14.54 | 1.71 | 12.04 | 25.83 | 5.52 | 41.55 | DSQ     | 4649   | Recorde pessoal |
| 25                | Erika Wärff         | Suécia         | 15.18 | 1.77 | 12.86 | 26.50 | DNS  | –     | –       | DNF    |                 |
| 26                | Alina Shukh         | Ucrânia        | 14.68 | DNS  | –     | –     | –    | –     | –       | DNF    |                 |

Legenda
| Recorde mundial       | Recorde mundial (World record)               |                       | Recorde africano                      | Recorde africano (African) |                                           | Q | Classificado por posição (Qualified) |
| Recorde do campeonato | Recorde do campeonato (Championship record)  | Recorde da América    | Recorde da América (Americas)         | q                          | Classificado por melhor tempo (Qualified) |   |                                      |
| Melhor marca do ano   | Melhor marca do ano (World leading)          | Recorde asiático      | Recorde asiático (Asian)              | DNS                        | Não largou (Did not start)                |   |                                      |
| Recorde nacional      | Recorde nacional (National record)           | Recorde europeu       | Recorde europeu (European)            | DNF                        | Não terminou (Did not finish)             |   |                                      |
| Recorde pessoal       | Recorde pessoal do atleta (Personal best)    | Recorde da Oceania    | Recorde da Oceania (Oceania)          | DSQ / DQ                   | Desclassificado (Disqualified)            |   |                                      |
| Recorde da temporada  | Recorde da temporada do atleta (Season best) | Recorde sul-americano | Recorde sul-americano (South America) | NM                         | Sem marca (No mark)                       |   |                                      |